# Defensiemedaille voor Dapperheid (Denemarken)
De Defensiemedaille voor Dapperheid, (Deens: "Forsvarets Medalje for Tapperhed"), is een hoge onderscheiding van Denemarken. De gouden medaille wordt sinds 30 oktober 1995 toegekend aan militair en burgerpersoneel dat zich onderscheidde door "heroïsche daden" in de gewapende strijd of tijdens het bestrijden van terrorisme. Zij mogen de letters "F.M.T." achter hun naam plaatsen. De medaille wordt niet alleen aan Denen maar ook aan buitenlanders die zich voor de veiligheid van Denemarken hebben onderscheiden uitgereikt.
Men draagt de door de Chef-Staf van de Strijdkrachten verleende medaille aan een tot een vijfhoek gevouwen lint of strik op de linkerborst. Op de voorzijde zijn de drie gaande leeuwen uit het Deense wapen afgebeeld. Wanneer de medaille tweemaal wordt toegekend draagt men op het lint boven de medaille een takje van zilveren eikenbladeren. Wie de medaille driemaal ontvangt draagt gouden eikenbladeren.
De medaille is de militaire evenknie van de Medaille voor Nobele Daden. In 2011 werd het Kruis voor Dapperheid voor het eerst uitgereikt. Dit kruis wordt aan hetzelfde lint gedragen maar is hoger in rang dan de Medaille. De Deense koningin reikte het Kruis uit terwijl de Minister van Defensie de medaille opspeldde.